# Gould-ausztrálegér
A Gould-ausztrálegér, Cápa-öbölbeli egér vagy djoongari (Pseudomys gouldii) az emlősök (Mammalia) osztályának a rágcsálók (Rodentia) rendjébe, ezen belül az egérfélék (Muridae) családjába tartozó állatfaj.

## Előfordulása
A Gould-ausztrálegér az 1800-as évek első felében még Ausztrália-szerte elterjedt állat volt, viszont a kontinensről az európaiak által behurcolt patkányok és az elvadult macskák miatt teljesen eltűnt, kivéve a Nyugat-Ausztrália területén elhelyezkedő Cápa-öböl egy kis szigetét.

## Megjelenése
Hossza 15 centiméter, szőrzete vörösesbarna színű.

## Életmódja
Kis csoportokban élnek a talajba beásott, száraz fűvel bélelt járatokban. Rovarokkal táplálkozik, melyeket röptükben kap el, de megeszi a növények levelét is.

## Természetvédelmi státusza
Amikor patkányok kerültek Ausztráliába a faj sorsa nagyon megpecsételődött, mert nem tudott versenyre kelni a házi patkánnyal. 1895 óta nem látták példányokat Ausztráliában, ezért a fajt kihaltnak nyilvánították. Azonban a canberrai Ausztrál Nemzeti Egyetem kutatói kihalt és élő rágcsálófajok DNS-ének összevetésével felfedezték, hogy az utoljára 1857-ben élőként jegyzett Gould-ausztrálegér sejtszerkezetének felépítése megegyezik nyugat-ausztráliai Cápa-öböl egy kicsiny szigetén élő djoongari, más néven Cápa-öbölbeli egér (Pseudomys fieldi) valójában azonos a kihaltnak hitt rágcsálóval.